# Izvorsko
Izvorsko (bulgariska: Изворско) är ett distrikt i Bulgarien.   Det ligger i kommunen obsjtina Aksakovo och regionen Oblast Varna, i den östra delen av landet, 400 km öster om huvudstaden Sofia.
Trakten runt Izvorsko består till största delen av jordbruksmark. Runt Izvorsko är det mycket tätbefolkat, med 1 266 invånare per kvadratkilometer.